# Strangers (canción de Kenya Grace)
«Strangers» es una canción de la cantante, compositora y productora sudafricana-británica Kenya Grace, lanzada como su sencillo debut el 1 de septiembre de 2023 a través de Major Recordings, un sello de baile propiedad de Warner Records. Es la continuación de su sencillo viral de 2023 "Meteor".

## Composición
Un comunicado de prensa describió la canción como que contiene "sintetizadores vibrantes" y un "núcleo de drum and bass", así como un "telón de fondo propulsor" sobre el cual Grace "superpone capas de voces evocadoras" con una "entrega suave".

## Posicionamiento en listas
| Lista (2023)                                          | Mejor posición |
| ----------------------------------------------------- | -------------- |
| Australia (ARIA)                                      | 6              |
| Australia Dance (ARIA)                                | 1              |
| Austria (Ö3 Austria Top 40)                           | 2              |
| Bélgica (Flandes) (Ultratop 50)                       | 27             |
| Bélgica (Valonia) (Ultratop 50)                       | 26             |
| Canadá (Canadian Hot 100)                             | 21             |
| República Checa (Singles Digitál Top 100)             | 3              |
| Dinamarca (Tracklisten)                               | 22             |
| Finlandia (OFC)                                       | 8              |
| Francia (SNEP)                                        | 13             |
| Alemania (Offizielle Deutsche Charts)                 | 5              |
| Global 200 (Billboard)                                | 12             |
| Grecia (IFPI)                                         | 7              |
| Islandia (Plötutíðindi)                               | 17             |
| India (IMI)                                           | 11             |
| Irlanda (IRMA)                                        | 5              |
| Italia (FIMI)                                         | 87             |
| Letonia (LAIPA)                                       | 2              |
| Lituania (AGATA)                                      | 1              |
| Luxemburgo (Billboard)                                | 6              |
| MENA (IFPI)                                           | 7              |
| Países Bajos (Dutch Top 40)                           | 26             |
| Países Bajos (Mega Single Top 100)                    | 3              |
| Nueva Zelanda (Recorded Music NZ)                     | 2              |
| Noruega (VG-lista)                                    | 6              |
| Polonia (Polish Streaming Top 100)                    | 66             |
| Singapur (RIAS)                                       | 7              |
| Eslovaquia (Singles Digitál Top 100)                  | 3              |
| Suecia (Sverigetopplistan)                            | 11             |
| Suiza (Schweizer Hitparade)                           | 2              |
| Reino Unido (UK Singles Chart)                        | 3              |
| Estados Unidos Billboard Hot 100                      | 88             |
| Estados Unidos Hot Dance/Electronic Songs (Billboard) | 2              |